# División de Honor femenina de balonmano 2009-10
La temporada 2009-10 de la Liga ABF fue la 53.ª edición de la Liga ABF de balonmano femenino. Las jugadoras del Itxako Reyno de Navarra revalidaron el título por segundo año consecutivo y se proclamaron campeonas por segunda vez en su historia. En tanto que los dos últimos equipos clasificados que fueron el Feve Gijón y el BM Ribarroja descendieron a la Primera División. 
En el caso del BM Ribarroja el equipo se retiró y desapareció debido a los problemas económicos que arrastraba tras el abandono de su principal patrocinador, con el que lograron ganar la competición en dos ocasiones tan sólo tres años antes.

## Sistema de competición
Participaron catorce escuadras que se enfrentan entre ellas en modalidad todos contra todos, en dos partidos de ida y vuelta, haciendo así un total de 26 jornadas. Cada victoria otorga 2 puntos, el empate 1 punto y en caso de derrota no se obtiene ninguno. Si una vez finalizada la competición existe igualdad de puntos entre dos o más equipos se realizará el desempate atendiendo a los enfrentamientos directos en primer lugar, siendo la diferencia de goles el segundo criterio de desempate en caso de ser necesario.
El primer clasificado tenía acceso a la siguiente edición de la EHF Copa de Europa, al igual que el subcampeón, teniendo que pasar este una ronda previa. Las 3ª y 4ª clasificadas de la Liga ABF tenían acceso a la Copa EHF y el ganador de la Copa de la Reina 2010 obtenía una plaza en la próxima edición de la Recopa de Europa.
Los equipos clasificados en las dos últimas posiciones al final de la temporada descendieron a la Primera División, siendo reemplazados por los dos mejores equipos de esta en la siguiente campaña.

## Equipos participantes
| Equipo                         | Localización        | Estadio                                        | Capacidad |
| ------------------------------ | ------------------- | ---------------------------------------------- | --------- |
| Elche Mustang                  | Elche               | Pabellón Municipal Esperanza Lag               | 2 000     |
| Mar Alicante                   | Alicante            | Pabellón Colegio Agustinos                     | 600       |
| Parc Sagunt                    | Sagunto             | René Marigil                                   | 600       |
| Prosolia SIID Elda Prestigio   | Elda                | Polideportivo Ciudad de Elda Florentino Ibáñez | 2 000     |
| BM Ribarroja                   | Ribarroja del Turia | Pabellón de Deportes de Ribarroja              | 634       |
| Club Balonmano Castro Urdiales | Castro-Urdiales     | Polideportivo Municipal Pachi Torre            | 500       |
| Marina Park                    | Santander           | Pabellón Municipal de La Albericia             | 4 000     |
| Vícar Goya Koppert             | Vícar               | Pabellón Municipal de Vícar                    | 1 500     |
| Feve Gijón                     | Gijón               | Pabellón de Deportes La Tejerona               | 900       |
| C. B. Ro'casa                  | Telde               | Pabellón Insular Antonio Moreno                | 600       |
| CLEBA León                     | León                | Palacio de los Deportes de León                | 6 000     |
| Club BM Alcobendas             | Alcobendas          | Pabellón de Los Sueños                         | 1 000     |
| Itxako Reyno de Navarra        | Estella             | Polideportivo Lizarrerría                      | 2 800     |
| Akaba Bera Bera                | San Sebastián       | Polideportivo Municipal Bidebieta              | 682       |

## Clasificación
| Puesto | Equipo                       | PJ | G  | E | P  | GF  | GC  | Pts | Clasificación o descenso              |
| ------ | ---------------------------- | -- | -- | - | -- | --- | --- | --- | ------------------------------------- |
| 1      | Itxako Reyno de Navarra      | 26 | 22 | 2 | 2  | 781 | 536 | 46  | Campeonas, clasifican a EHF Champions |
| 2      | Prosolia SIID Elda Prestigio | 26 | 21 | 3 | 2  | 779 | 608 | 45  | Ronda clasificatoria EHF Champions    |
| 3      | Parc Sagunt                  | 26 | 20 | 1 | 5  | 799 | 668 | 41  | Liga EHF                              |
| 4      | Mar Alicante                 | 26 | 17 | 2 | 7  | 765 | 641 | 36  | Recopa de Europa                      |
| 5      | CLEBA León                   | 26 | 15 | 1 | 10 | 641 | 617 | 31  | Liga EHF                              |
| 6      | Akaba Bera Bera              | 26 | 14 | 1 | 11 | 739 | 693 | 29  |                                       |
| 7      | Elche Mustang                | 26 | 11 | 2 | 13 | 682 | 673 | 24  |                                       |
| 8      | Vícar Goya Koppert           | 26 | 11 | 2 | 13 | 631 | 676 | 24  |                                       |
| 9      | Club BM Alcobendas           | 26 | 10 | 3 | 13 | 660 | 663 | 23  |                                       |
| 10     | Club BM Castro Urdiales      | 26 | 10 | 1 | 15 | 645 | 706 | 21  |                                       |
| 11     | C. B. Ro'casa                | 26 | 8  | 3 | 15 | 635 | 706 | 19  |                                       |
| 12     | Marina Park                  | 26 | 7  | 1 | 18 | 610 | 753 | 15  |                                       |
| 13     | Feve Gijón                   | 26 | 4  | 4 | 18 | 584 | 672 | 12  | Descenso a Primera División           |
| 14     | BM Ribarroja                 | 26 | 0  | 0 | 26 | 517 | 856 | -2  | Descenso a Primera División           |